# 今村信彦
今村 信彦（いまむら のぶひこ）は、日本の元アマチュア野球選手（外野手、捕手）。

## 経歴
享栄商業高校で3年生の時に、1963年の春の選抜に出場し、準々決勝までに進んだ。その準々決勝では、北海高校に敗れた。同年の夏の甲子園県予選では、3回戦で岡崎高校に敗れた。高校卒業後は西濃運輸に入社した。
西濃運輸に在籍しているときに、1968年のドラフト会議で中日から7位指名を受けたが交渉権放棄によりチームに残留した。
その後も社会人野球でプレーし続け、1975年の都市対抗野球では10年連続出場選手に選ばれた。